# Nathan le Sage
 (avril 2012).
Si vous disposez d'ouvrages ou d'articles de référence ou si vous connaissez des sites web de qualité traitant du thème abordé ici, merci de compléter l'article en donnant les références utiles à sa vérifiabilité et en les liant à la section « Notes et références ».
 (avril 2012).
- Si vous ne connaissez pas le sujet, laissez ce bandeau (vous pouvez alors contacter les auteurs).
- Si vous supprimez le contenu mis en cause (vous pouvez préalablement contacter les auteurs),

argumentez précisément cette suppression dans la page de discussion
(un manque de référence n'est pas un argument ; une recherche réelle de référence doit avoir été effectuée, être formellement documentée).

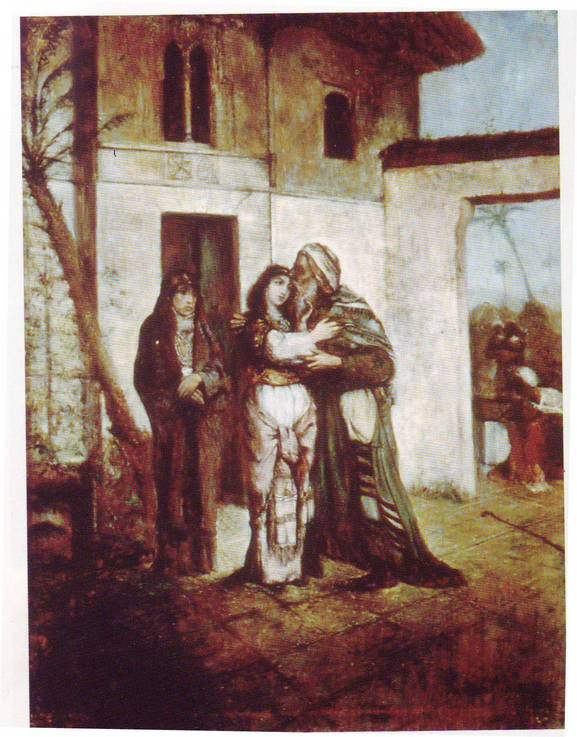
Maurycy Gottlieb, Le retour de Nathan accueilli par Recha (extrait d'une série d'illustrations pour la pièce, 1877).

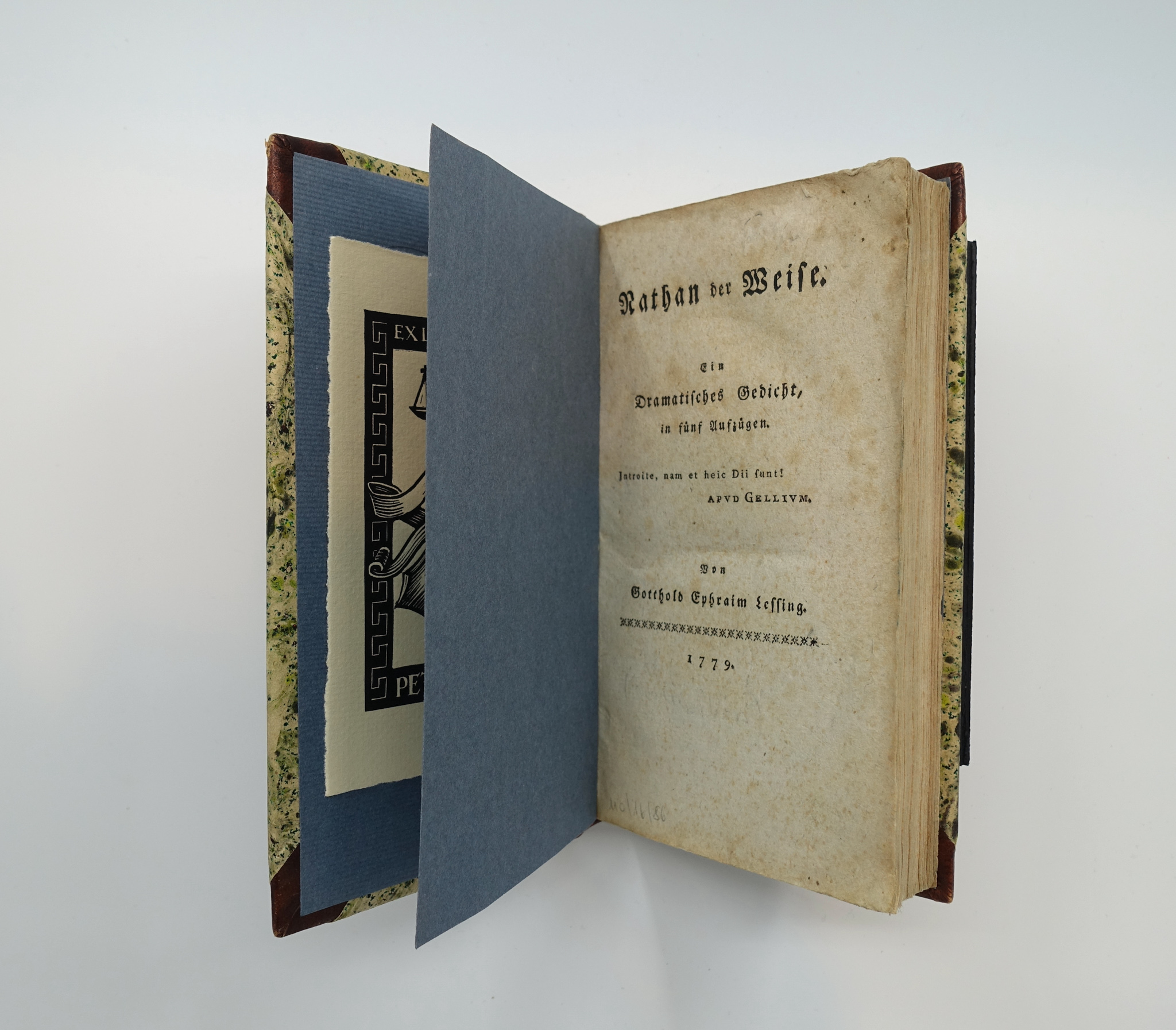
Deuxième édition dans l'année de publication 1779, dans la collection du musée juif de Suisse.

Nathan le sage (en allemand : Nathan der Weise, /ˈnaːtaːn deːɐ̯ ˈvaɪ̯zə/ ) une pièce de théâtre en cinq actes de Gotthold Ephraim Lessing. La pièce est publiée le 14 avril 1779 mais ne sera représentée pour la première fois à Berlin qu’en 1783, deux ans après la mort de l’auteur. C’est une défense fervente de la tolérance religieuse.

## Histoire
Nathan le Sage est la dernière œuvre de Lessing. Lors de son séjour à Hambourg, Lessing avait eu entre les mains un manuscrit de Hermann Samuel Reimarus, Apologie des adorateurs rationalistes de Dieu, dont il admira les arguments sans les partager entièrement. Par amitié pour Élise Reimarus, la fille de l’auteur, il accepta d’éditer le texte augmenté de ses commentaires et critiques. Profitant de la liberté dont il jouissait en tant que bibliothécaire de faire publier des manuscrits appartenant au fonds de la bibliothèque ducale de Wolfenbüttel, il fit imprimer un premier ouvrage sous le titre Fragments tirés des écrits d’un auteur anonyme ou Tolérance envers les déistes qui ne suscita pas de polémique. 
Une seconde publication, qui s’attaquait au problème des preuves de la résurrection du Christ, souleva en revanche un tollé général. Les opposants aux idées de Lessing trouvèrent leur plus farouche champion dans la personne du pasteur de Hambourg Johann Melchior Goeze. Malgré ses talents de polémiste, Lessing ne put empêcher la querelle de dégénérer au point que les autorités du duché de Brunswick lui imposèrent une interdiction partielle de publier. C’est alors que pour sortir d’un débat stérile il conçut l’idée d’une pièce de théâtre dans laquelle il pourrait présenter ses idées sur le déisme, sujet qui le préoccupait déjà depuis longtemps.

## Argument
L’action se déroule à Jérusalem à l’époque de la troisième croisade pendant une trêve. Le marchand juif Nathan apprend au retour d’un voyage d’affaires que sa fille adoptive, Recha, a été sauvée du feu par un chevalier de l’ordre du Temple. Ce chrétien est lui-même un rescapé, seul survivant d’un groupe de chevaliers de l’ordre mis à mort par les Sarrazins. Le sultan musulman, Saladin, lui a accordé sa grâce, ému par sa ressemblance avec son frère défunt, Assad. Le chrétien refuse les remerciements de Nathan, il n’a fait que son devoir. 
Saladin a des soucis d’argent et convoque Nathan sous prétexte d’éprouver sa sagesse. Il lui demande ce qu’il croit être la vraie religion espérant que la fidélité avouée de Nathan au judaïsme lui permettra de séquestrer ses biens. Mais Nathan lui donne une réponse sous forme de parabole, la parabole de l’anneau, bouleversant la perspective de Saladin sur les trois religions monothéistes. Frappé par la réponse de Nathan, le sultan sollicite son amitié. Il est ravi de se voir offrir un prêt sans avoir eu besoin de le demander. 
Cependant, l’amour étant plus fort que les préjugés religieux, le chevalier chrétien s’est épris de Recha et souhaite l’épouser. Nathan semble très réservé sur ce projet de mariage. Apprenant de la servante chrétienne Daja que Recha n’est que la fille adoptive de Nathan et que ses parents étaient chrétiens, le chevalier consulte le patriarche de Jérusalem. Bien que le chevalier ait présenté le problème d’une façon toute hypothétique, le patriarche réclame à grands cris qu’on lui amène « ce juif », coupable d’avoir élevé une chrétienne dans la fausse religion, et qu’il aille au bûcher. Mais un bon frère apporte alors la preuve que Recha, élevée par un juif, est en fait la sœur du chevalier chrétien et que tous deux sont les enfants d’Assad, frère de Saladin converti au christianisme. 
Ainsi la pièce illustre-t-elle non seulement l’étroite parenté des trois religions mais le fait que tous les hommes sont frères et que la vérité se trouve bien dans ces liens fraternels qui unissent les hommes, alors qu’elle est absente de leurs querelles.

## La Parabole de l'anneau
La parabole de l'anneau est considérée comme un des textes clef de la philosophie des lumières et comme l’expression la plus poignante de l’idée de tolérance. En réalité, elle est reprise du Décameron de Boccace, (daté entre 1349-1351), où cette parabole est présentée sous forme d'un conte (première journée, troisième nouvelle).  
- Un homme se fait faire un anneau qui détient le pouvoir de susciter l’amour pour celui qui le porte et qu’il lègue à son fils préféré en lui enjoignant de faire de même. L’anneau est transmis ainsi de père en fils jusqu’au jour où il échoit à un père également attaché à ses trois enfants. Se voyant mourir, il fait faire deux anneaux neufs par un orfèvre, et remet un anneau en secret à chacun de ses fils. Le père mort, les trois fils se disputent l’héritage, chacun persuadé de détenir l’anneau véritable.

- Ne trouvant pas de compromis possible, puisque chacun détient la vérité de la bouche de son père et qu’il ne peut donc la remettre en question sans accuser ce père bien-aimé de lui avoir menti, les frères demandent au juge un arbitrage. Le juge remarque que l’anneau a la réputation de susciter l’amour de Dieu et des hommes, et qu’il suffit d’attendre pour voir quel anneau est efficace, à moins que le père n’ait fait fabriquer trois anneaux neufs et que l’anneau originel ne soit perdu. Il invite donc les frères à travailler pour l’avenir en s’efforçant de rendre les générations à venir les plus vertueuses possibles.

Dans cette parabole on peut voir le père comme une représentation de Dieu, les trois fils étant les trois religions monothéistes, judaïsme, christianisme et Islam. Comme le père aime également ses trois fils, Dieu aime également les trois religions alors que celles-ci se disputent et prétendent chacune détenir la vérité au lieu d’imiter l’amour dont le père a témoigné à leur égard. Dans l’hypothèse où les trois anneaux seraient neufs, le père apparaît comme le représentant d’une religion originelle ou idéale désormais perdue, et les fils comme trois religions révélées, historiques, également proches ou éloignées de la vérité première. Dans cette dernière perspective, le juge représente Dieu qui recommande aux hommes de se préoccuper de l’éducation de leurs propres enfants au lieu de leur donner l’exemple détestable de ces querelles.

## Réception
Lessing est un auteur très connu à son époque et dès sa parution la pièce obtient un grand succès dans les cercles qu’intéresse sa problématique. Néanmoins il faudra attendre 1783 pour qu’elle soit jouée pour la première fois à Berlin, où elle est froidement accueillie par la critique. Schiller, cependant, en donne une adaptation jouée à Weimar en 1801,raccourcissant la pièce et éliminant l’anecdote du prêt de Nathan à Saladin. C’est cette version qui s’imposera dans le cours du XIXe siècle. 
La pièce est la première jouée dans le secteur soviétique de Berlin après la capitulation du régime nazi.

## Clefs de l’œuvre
Une partie des tourments vécus de Lessing vont s’exprimer à travers les situations ou les personnages de la pièce. Le deuil difficile de son épouse et de leur enfant est celui du veuf Nathan, personnage façonné d’influences multiples puisqu’à travers lui Lessing rend également hommage à son ami Moses Mendelssohn. L’amitié entre Nathan et Saladin, la vive admiration pour la sagesse du juif de la part du musulman évoque l’amitié entre les deux hommes et l’admiration de Lessing pour les idées de son ami. Le patriarche de Jérusalem, épitome de l’intolérance, est une allusion au pasteur Goez, mais historiquement basé sur le patriarche Héraclius.

## Étude littéraire
Initiateur du Sturm und Drang, Lessing s’était attaqué au classicisme et à la domination qu’exerçait le théâtre français sur les poètes allemands, s'attaquant notamment dans la Gazette de Voss au professeur Gottsched, de Leipzig, qui prônait un respect absolu des règles de l'art poétique français. Dans les Literaturbriefe, (Lettres sur la littérature), Lessing fit d'ailleurs l'apologie du théâtre de Shakespeare qu'il plaçait au-dessus de Corneille, Racine et Voltaire, position qu'il développa de nouveau dans sa Hamburgische Dramaturgie (La Dramaturgie de Hambourg). Critique de l’alexandrin, il utilise ici le pentamètre iambique shakespearien, qui deviendra le vers par excellence du théâtre romantique avec Schiller et Goethe.

On observe le même souci d’émancipation dans le ton de la pièce : les auteurs classiques devaient s’en tenir strictement à un genre et un seul, ne pas mélanger, par exemple, les personnages populaires de la farce ou les bourgeois de la comédie avec les personnages élevés de la tragédie. Or la pièce de Lessing se laisse difficilement enfermer dans une catégorie car elle contient des éléments tragiques, comiques, satiriques ou pathétiques, mêlant histoire d’amour et drame familial sur fond d’épopée.  

### Les personnages
- Saladin, Sultan : il représente le monarque éclairé par sa rencontre avec le philosophe des lumières.
- Sittah : sa sœur, intelligente, cultivée, elle est un des conseillers les plus avisés de Saladin.
- Nathan : juif enrichi de Jérusalem.
- Recha : sa fille. Jeune chrétienne orpheline, elle est adoptée par Nathan qui l'élève comme sa propre fille.
- Le templier: demi-frère de Recha, et neveu de Saladin, qui lui trouvant une ressemblance avec son frère lui fait échapper à la mort.
- Daja : la servante chrétienne, veuve d'un croisé, travaille dans la maison du juif, comme dame de compagnie pour Recha.
- Un jeune Serviteur du temple.
- Al-Hafi : moine mendiant, derviche. Il joue aux échecs avec Nathan; il est flatté lorsque Saladin lui offre de devenir trésorier et accepte dans l'espoir que cette fonction lui permettra de combattre la pauvreté et l'indigence. Al-Hafi, membre de la secte des zoroastriens, représente une quatrième alternative religieuse dans la pièce. À l'époque de Lessing, Zarathoustra était associé aux francs-maçons et passait pour avoir accédé à un savoir ésotérique.
- Le Patriarche de Jérusalem : il représente l'antithèse du siècle des lumières.
- Un Frère du monastère, qui avait confié Recha à Nathan
- Un Émir parmi différents Mamelouks de Saladin.

## Sources
Le passage central de la pièce,  la parabole de l’anneau de l’acte III, se trouve déjà dans le Décaméron de Boccace dont Lessing reconnaît qu’il s’est inspiré mais celle-ci remonte à une époque plus ancienne puisqu’on la trouve déjà dans la péninsule ibérique vers 1100, circulant dans le milieu juif sépharade. Il en existe une version (deux joyaux pour deux fils, entre Ephraim ben Sango et Pierre IV d'Aragon) dans le Shevet Yehouda (en) de Salomon Ibn Verga (de) dont le fils fit paraître une première édition en Turquie, en 1553 ,.

## Postérité
Dès le début du XIXe siècle, la pièce fait partie des œuvres que les jeunes gens de la bourgeoisie se doivent d’avoir étudiées, figure au répertoire des théâtres et dans les programmes scolaires des lycées. Jusqu’à la seconde guerre mondiale la pièce reste très connue du grand public. Sous le régime nazi elle se voit interdire, l’idée d’un juif exemplaire étant contraire à l’idéologie du troisième Reich.
En 1922, la pièce avait été adaptée pour le cinéma par Manfred Noa. Cette version muette en noir et blanc souleva des critiques antisémites et fut interdite, comme la pièce de Lessing, sous le troisième Reich, tandis que l’acteur principal prêtait ses traits au juif Süssdans le film de propagande nazie de 1940. Lors de la chute du régime en 1945, Nathan der Weise fut, de façon symbolique, la première pièce inscrite au programme du théâtre de Berlin.
En 1968, dans un essai intitulé Men for Dark Times (Des Hommes pour les époques sombres), Hannah Arendt avait choisi entre autres de citer Lessing, faisant l’éloge de son attachement à des valeurs comme l’amitié mise au-dessus de la vérité.  Or c’est dans une autre époque sombre, celle qui suit les attentats du 11 septembre que la pièce de Lessing connaît un incroyable regain de popularité.  Un plaidoyer pour la tolérance résonne aujourd’hui depuis le XVIIIe siècle titre le New York Times du 9 décembre 2007. Les accents de guerre religieuse et de croisade au Moyen-Orient ont en effet donné une nouvelle actualité à la pièce de Lessing, incitant les metteurs en scène à l’inscrire de nouveau à leur répertoire,,,,, dans une version modernisée, par exemple la version de deux heures et demie (au lieu de quatre heures) d’Edward Kemp qui date de 2003. C’est aux États-Unis, notamment, que la pièce est apparue comme une réponse aux dissensions qui risquaient d’éclater entre les différentes communautés
Dans son épilogue à La Sagesse des contes, Alejandro Jodorowsky raconte et interprète la parabole de l'anneau, pour appeler à plus de paix et de tolérance entre les trois monothéismes.
En 2008, le compositeur français Eric Breton a composé une cantate Nathan le Sage, dans une adaptation en français. Cette œuvre est écrite pour chœur mixte, soprano solo, baryton solo, récitant, piano et cordes (violon, alto, violon baryton et cello). Elle est donnée le 22 juillet 2016 dans le cadre du Festival « Opéra des Landes », à Soustons (40) par le Chœur de Chambre de l'Opéra de Monte-Carlo, sous la direction de Stefano Visconti.
En 2009 sort un roman de l'autrice pour la jeunesse allemande Mirjam Pressler, Nathan und seine Kinder (de). Il s'agit d'une réécriture de Nathan le Sage sous la forme d'un roman polyphonique en prose pour la jeunesse. Le roman n'a pas été traduit en français. L'histoire se passe durant la troisième croisade en 1192. Le roman suit assez fidèlement la pièce de théâtre originale, mais apporte une nouvelle fin à l'histoire.